# Bohemund IV. z Antiochie

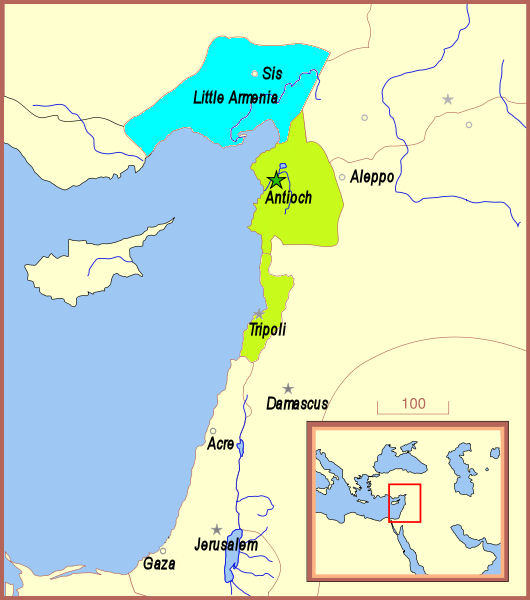
Antiochijské knížectví a Tripolské hrabství (zeleně). Arménské království v Kilíkii (žlutě)

Bohemund IV. z Antiochie, zvaný le Cyclops de Poitiers, či obyčejně „jednooký“ (kolem 1172 – březen 1233) byl vládcem křižáckého Antiochijského knížectví v letech 1201–1205, znovu v letech 1208–1216 a nakonec od roku 1219 až do své smrti. Byl rovněž hrabětem v Tripolisu.

## Život
Bohemund IV. byl synem knížete Bohemunda III. a jeho první ženy Orguilleuse z Harencu. První část Bohemundovy vlády se vyznačovala vleklými dynastickými spory.
Vládnout začal někdy kolem roku 1201 a o nástupnictví v Antiochii vyvstaly rozepře. Kníže Bohemund III. měl vnuka Raimonda-Roupena, který byl synem staršího bratra Bohemunda IV. Raimonda IV. z Tripolisu a ten byl mnohými považován za právoplatného dědice Antiochie. Bohemund IV. však nad svým synovcem v boji o titul zvítězil a vládl nad Antiochijským knížectvím i Tripolským hrabstvím, ačkoliv administrativa zůstávala v každém z křižáckých států odlišná. Nicméně konflikt přetrval a měl své kořeny staré několik generací a sahal ke šlechtě v Antiochii, Tripolisu i arménské Kilíkii. Bohemund za své sídelní město zvolil Tripolis a během jeho nepřítomnosti v Antiochii se město dostalo pod silný vliv řecké ortodoxní komunity.
Raimond-Roupen tak byl od nástupnictví vyšachován, nakonec však Bohemund IV. ztratil Antiochijské knížectví na roky 1216–1219 ve prospěch svého synovce, podporovaného arménským králem Leonem II.
Bohemund IV. se rovněž ukázal být nevyzpytatelným spojencem, když několikrát porušil své sliby věrnosti, kdykoliv to považoval za nejlepší cestu ku prospěchu svého knížectví. Například opustil římsko-německého císaře Fridricha II. při šesté křížové výpravě v letech 1228–1229. Také několikrát vzplanul prudkým nepřátelstvím vůči rytířskému řádu johanitů, za což byl roku 1230 papežem Řehořem IX. exkomunikován.

## Rodina
Bohemund IV. uzavřel první manželství 21. srpna 1198 s Plaisancí z Gibeletu, se kterou měl čtyři syny a jednu dceru:
- Raimond (zavražděn roku 1095 v Tortose), správce Antiochie
- Bohemund, jeho nástupce jako Bohemund V.
- Filip, v letech 1222–1224 byl manželem arménské královny Isabely, v roce 1226 byl otráven ve vězení
- Jindřich, oženěn s Isabelou z Lusignanu, s níž měl syna Huga, pozdějšího krále Huga III. Kyperského
- Marie, v roce 1220 provdána za Thorose Arménského

Po smrti své první ženy se Bohemund IV. v Tripolisu roku 1218 podruhé oženil s dcerou kyperského krále Amauryho a jeruzalémské princezny Isabely Melisendou. Z manželství s Melisendou měl Bohemund tři dcery:
- Orgueilleuse, zemřela v mládí neprovdána
- Helvis, zemřela neprovdána
- Marie z Antiochie, uchazečka o jeruzalémský trůn, práva k trůnu později prodala Karlovi z Anjou